# رافي شانكار (شاعر)
رافي شانكار (بالإنجليزية: Ravi Shankar)‏ هو شاعر أمريكي، ولد في 1975.